# 上杉氏憲 (深谷上杉氏)
上杉氏憲（?—1637年），日本戰國時代至江戶時代初期的武將。深谷上杉家一族。後北條氏家臣。父親是上杉憲盛。母親是太田全鑑的女兒。正室是北條氏繁的女兒（北條氏政的養女）。別名五郎。深谷城城主。

## 生平
生年不詳，家中長男。天正3年（1575年），因為父親憲盛死去而繼承家督。天正6年（1578年），迎北條氏政的養女為妻，並成為氏政的猶子。此時，拜領氏政的偏諱「氏」字而改名為氏憲。此後，在北條氏邦之下，於各地轉戰。天正18年（1590年），豐臣秀吉發動小田原征伐，本人在小田原城中守城，不過判斷居城深谷城為劣勢的重臣秋元長朝、杉田因幡等人開城降伏。此後改姓久保田氏，在信濃國更級郡（現今長野市）隱居。

## 外部連結
- 武家家伝＿深谷氏 （页面存档备份，存于）